# Mont Columbia (Alberta)
Pour les articles homonymes, voir Columbia.
Le mont Columbia (en anglais : Mount Columbia) est le deuxième plus haut sommet des Rocheuses canadiennes (3 747 m) et plus haut sommet de la province de l'Alberta. Il s'élève au nord-ouest de l'impressionnant champ de glace Columbia, zone de partage des eaux entre l'océan Atlantique, l'océan Pacifique et l'océan glacial Arctique.
La première ascension fut réalisée en 1902 par les alpinistes James Outram et C. Kaufmann.